# Arcidiocesi di Porto Alegre

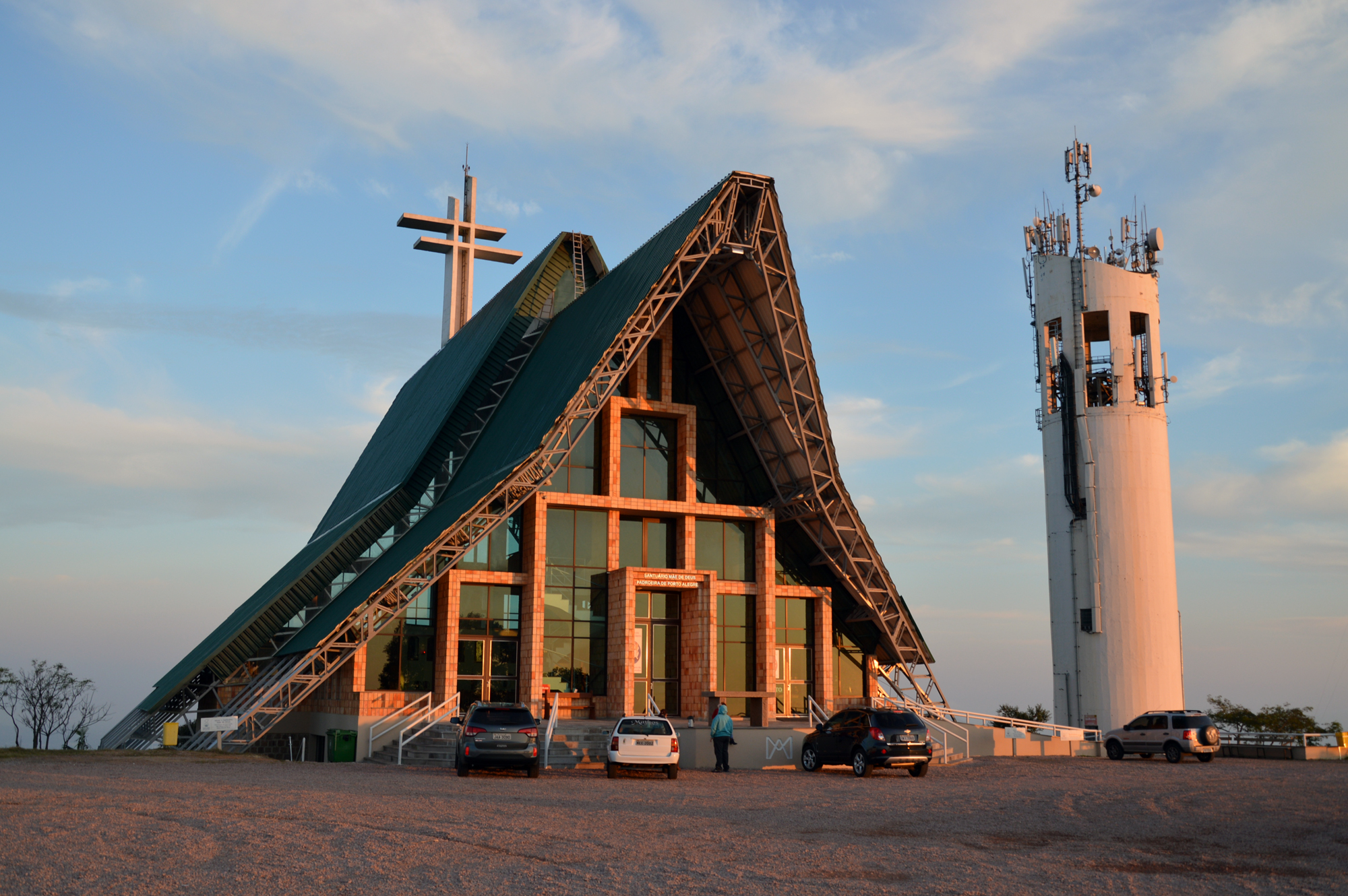
Il santuario di Nostra Signora Madre di Dio (Santuário Arquidiocesano Nossa Senhora Madre de Deus), patrona dell'arcidiocesi.

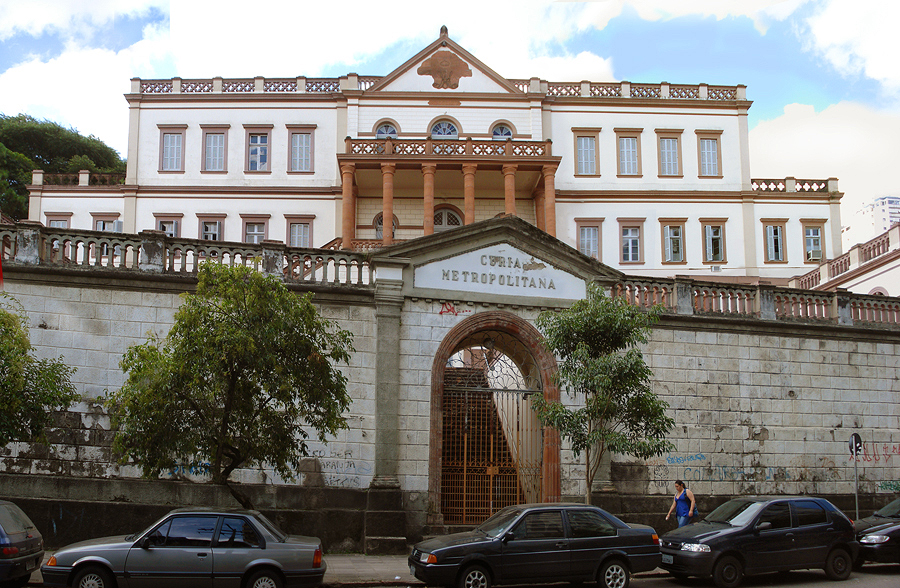
La curia metropolitana di Porto Alegre.

L'arcidiocesi di Porto Alegre (in latino Archidioecesis Portalegrensis in Brasilia) è una sede metropolitana della Chiesa cattolica in Brasile. Nel 2021 contava 2.056.400 battezzati su 3.401.850 abitanti. È retta dall'arcivescovo cardinale Jaime Spengler, O.F.M.

## Territorio
L'arcidiocesi comprende 29 comuni dello stato brasiliano del Rio Grande do Sul: Porto Alegre, Alvorada, Arambaré, Arroio dos Ratos, Barão do Triunfo, Barra do Ribeiro, Butiá, Cachoeirinha, Camaquã, Canoas, Cerro Grande do Sul, Charqueadas, Chuvisca, Cristal, Eldorado do Sul, Esteio, General Câmara, Glorinha, Gravataí, Guaíba, Mariana Pimentel, Minas do Leão, Nova Santa Rita, São Jerônimo, Sentinela do Sul, Sapucaia do Sul, Sertão Santana, Tapes e Viamão.
Sede arcivescovile è la città di Porto Alegre, dove si trova la cattedrale della Gran Madre di Dio.
Il territorio si estende su una superficie di 13.751 km² ed è suddiviso in 159 parrocchie, raggruppate in 4 vicariati: Porto Alegre, Canoas, Gravataí e Guaíba.

### Provincia ecclesiastica
La provincia ecclesiastica di Porto Alegre, istituita nel 1910, comprende le seguenti suffraganee:
- diocesi di Caxias do Sul,
- diocesi di Montenegro,
- diocesi di Novo Hamburgo,
- diocesi di Osório.

## Storia
La diocesi di São Pedro do Rio Grande do Sul (in latino: Dioecesis Sancti Petri Fluminis Grandis Australis) fu eretta il 7 maggio 1848 con la bolla Ad oves Dominicas rite pascendas di papa Pio IX, ricavandone il territorio dalla diocesi di Rio de Janeiro (oggi arcidiocesi).
Originariamente suffraganea dell'arcidiocesi di San Salvador di Bahia, il 27 aprile 1892 entrò a far parte della provincia ecclesiastica dell'arcidiocesi di Rio de Janeiro.
La diocesi comprendeva l'intero Stato del Rio Grande do Sul. Il 15 agosto 1910, in forza della bolla Praedecessorum Nostrorum di papa Pio X, furono erette tre nuove diocesi (Santa Maria, Uruguaiana e Pelotas), con territorio dismembrato da quello della diocesi di São Pedro do Rio Grande, che contestualmente venne elevata al rango di arcidiocesi metropolitana con il nome attuale.
Il 13 febbraio 1937 acquisì dalla diocesi di Santa Maria i comuni di Candelária e di Rio Pardo.
Nel corso della sua storia ha ceduto a più riprese altre porzioni di territorio a vantaggio dell'erezione di nuove circoscrizioni ecclesiastiche e precisamente:
- la diocesi di Caxias (oggi diocesi di Caxias do Sul) e la prelatura territoriale di Vacaria (oggi diocesi) l'8 settembre 1934;
- la diocesi di Santa Cruz do Sul il 20 giugno 1959;
- la diocesi di Novo Hamburgo il 2 febbraio 1980;
- la diocesi di Osório il 10 novembre 1999;
- la diocesi di Montenegro il 2 luglio 2008.

Il 27 aprile 1959, in forza del decreto Maiori animarum della Congregazione Concistoriale, ha ceduto il comune di Muçum e il distretto di Santa Lucia do Piai del comune di Caxias do Sul alla diocesi di Caxias; e i comuni di Casca e Guaporé con il distretto di Maria del comune di Marau alla diocesi di Passo Fundo (oggi arcidiocesi). Similmente, il 23 novembre 1970 ha ceduto porzioni del territorio comunale di São Francisco de Paula ancora alla diocesi di Caxias.
L'arcidiocesi ha ricevuto la visita pastorale di papa Giovanni Paolo II nel mese di luglio del 1980.

## Cronotassi degli arcivescovi
Si omettono i periodi di sede vacante non superiori ai 2 anni o non storicamente accertati.
- Sede vacante (1848-1852)

- Feliciano José Rodrigues de Araujo Prates (de Castilhos) † (27 settembre 1852 - 27 maggio 1858 deceduto)
  - Sede vacante (1858-1860)
- Sebastião Dias Laranjeira † (28 settembre 1860 - 13 agosto 1888 deceduto)
- Cláudio José Gonçalves Ponce de Leão, C.M. † (26 giugno 1890 - 9 gennaio 1912 dimesso)
- João Batista Becker † (1º agosto 1912 - 15 giugno 1946 deceduto)
- Alfredo Vicente Scherer † (30 dicembre 1946 - 29 agosto 1981 ritirato)
- João Cláudio Colling † (29 agosto 1981 - 17 luglio 1991 ritirato)
- Altamiro Rossato, C.SS.R. † (17 luglio 1991 succeduto - 7 febbraio 2001 ritirato)
- Dadeus Grings (7 febbraio 2001 succeduto - 18 settembre 2013 ritirato)
- Jaime Spengler, O.F.M., dal 18 settembre 2013

## Statistiche
L'arcidiocesi nel 2021 su una popolazione di 3.401.850 persone contava 2.056.400 battezzati, corrispondenti al 60,4% del totale.
| anno | popolazione | popolazione | popolazione | presbiteri | presbiteri | presbiteri | presbiteri                | diaconi | religiosi | religiosi | parrocchie |
| anno | battezzati  | totale      | %           | numero     | secolari   | regolari   | battezzati per presbitero | diaconi | uomini    | donne     | parrocchie |
| ---- | ----------- | ----------- | ----------- | ---------- | ---------- | ---------- | ------------------------- | ------- | --------- | --------- | ---------- |
| 1950 | 950.000     | 1.210.000   | 78,5        | 411        | 179        | 232        | 2.311                     |         | 869       | 1.499     | 137        |
| 1965 | 1.260.000   | 1.562.490   | 80,6        | 484        | 233        | 251        | 2.603                     |         | 874       | 2.539     | 157        |
| 1970 | 1.850.000   | 2.309.730   | 80,1        | 524        | 238        | 286        | 3.530                     | 6       | 721       | 2.548     | 174        |
| 1976 | 1.980.000   | 2.381.230   | 83,2        | 482        | 216        | 266        | 4.107                     | 11      | 796       | 2.700     | 182        |
| 1980 | 2.202.000   | 2.648.000   | 83,2        | 505        | 224        | 281        | 4.360                     | 19      | 735       | 2.303     | 186        |
| 1990 | 2.423.000   | 3.034.473   | 79,8        | 366        | 196        | 170        | 6.620                     | 30      | 589       | 1.870     | 167        |
| 1999 | 2.608.707   | 3.265.577   | 79,9        | 487        | 224        | 263        | 5.356                     | 21      | 534       | 1.650     | 160        |
| 2000 | 2.608.707   | 3.265.577   | 79,9        | 482        | 219        | 263        | 5.412                     | 24      | 687       | 1.650     | 160        |
| 2001 | 2.972.749   | 3.304.054   | 90,0        | 527        | 247        | 280        | 5.640                     | 21      | 720       | 1.828     | 167        |
| 2002 | 2.990.500   | 3.304.054   | 90,5        | 448        | 236        | 212        | 6.675                     | 16      | 662       | 1.900     | 176        |
| 2003 | 2.475.398   | 3.306.657   | 74,9        | 428        | 234        | 194        | 5.783                     | 22      | 570       | 1.317     | 179        |
| 2004 | 2.475.398   | 3.306.657   | 74,9        | 400        | 226        | 174        | 6.188                     | 33      | 514       | 1.521     | 177        |
| 2013 | 2.527.000   | 3.395.000   | 74,4        | 362        | 207        | 155        | 6.980                     | 58      | 369       | 1.118     | 156        |
| 2016 | 2.590.000   | 3.480.000   | 74,4        | 371        | 215        | 156        | 6.981                     | 59      | 341       | 1.109     | 156        |
| 2019 | 2.148.100   | 3.378.000   | 63,6        | 341        | 206        | 135        | 6.299                     | 58      | 313       | 1.032     | 160        |
| 2021 | 2.056.400   | 3.401.850   | 60,4        | 332        | 209        | 123        | 6.193                     | 63      | 311       | 739       | 159        |